# Gonatium arimaense
Gonatium arimaense är en spindelart som beskrevs av Ryoji Oi 1960. Gonatium arimaense ingår i släktet Gonatium och familjen täckvävarspindlar. Inga underarter finns listade i Catalogue of Life.